# 이란 홀로코스트 국제회의
이란 홀로코스트 국제회의(International Conference to Review the Global Vision of the Holocaust)는 2006년 12월 11일~12일, 이란 정치·국제연구소의 주최로 테헤란에서 열렸다. 홀로코스트(나치의 유대인 대학살)가 어디까지 역사적 사실인지를 가리겠다는 취지로 열린 제1회 홀로코스트 국제회의에는, 예전부터 홀로코스트는 허구라고 발언했던 마무드 아마디네자드 이란 대통령이 직접 참석했고, 30개국에서 온 67명의 반(反)이스라엘 인사들이 모였다.
이란 외무부 장관은 개회사에서 "오늘 회의는 홀로코스트를 부정하려는 것도 증명하려는 것도 아니다. 단지 역사적 사건에 대하여 학자들이 자신의 입장을 자유롭게 표명할 수 있기 위한 적절하고도 과학적인 분위기를 조성하기 위한 것이다."라고 밝혔다. 오스트레일리아 학자 리처드 크레그는 폴란드 트레블린카 수용소 모형을 제시하면서 "독가스실이 있었다는 것은 거짓"이라고 말하면서, 기존의 추정처럼 100만 명이 아닌 5천여 명이 트레블린카 수용소에서 질병으로 숨졌다고 주장하였다.
이 회의에는 8명의 유대교 랍비도 참석하였는데, 메시아 출현 전에 이스라엘 민족은 국가를 세우면 안 된다는 교리를 신봉하는 자들이다. 이들은 "홀로코스트 희생자가 80만 명 정도에 불과하다."는 주장을 펴기도 했다. 한편 마무드 아마디네자드 이란 대통령은 12월 12일 "이스라엘도 소련처럼 역사에서 사라질 것"이라고 주장하였다.
이란에서 열린 홀로코스트 국제회의는 전 세계적인 비판을 불러왔다. 프랑스, 독일, 오스트리아, 네덜란드, 폴란드를 비롯한 12개의 유럽 국가에서 홀로코스트의 규모에 의문을 품는 것은 홀로코스트의 부정으로 간주되고 이는 곧 불법이다. 미국 백악관은 "역사적 범죄행위에 의문을 제기하며 증오의 발판을 마련하려는 악랄한 시도"라고 비판했다. 토니 블레어 영국 총리는 "믿기 힘들 정도로 매우 충격적인 일"이라고 밝혔고, 앙겔라 메르켈 독일 총리도 "나의 최선을 다하여 비판한다."고 성토하였다. 에후드 올메르트 이스라엘 총리는 "이란은 서구문명 전체에 큰 위협이 된다."고 밝혔다.